# Adolfo Marsillach
Pour les articles homonymes, voir Marsillach.
Adolfo Marsillach Soriano est un acteur, scénariste et réalisateur espagnol, né le 25 janvier 1928 à Barcelone et mort le 21 février 2002 à Madrid. Il est le père des actrices Blanca Marsillach et Cristina Marsillach.

## Biographie
Il joue dans plusieurs séries pour la télévision espagnole, un média vers lequel il reviendra à plusieurs reprises tout au long de sa carrière. Après avoir été nommé directeur du Teatro Español en 1965, il prend la direction du Centre dramatique national en 1978. Pendant les années 1980, il monte certaines de ses œuvres théâtrales les plus célèbres, comme « Yo me bajo en la próxima, ¿y usted ? ». 
Il reçoit en 1991 la Médaille d'or du mérite des beaux-arts du ministère de l'Éducation, de la Culture et des Sports espagnol.

## Filmographie partielle
- 1947 : Mariona Rebull de José Luis Sáenz de Heredia
- 1964 : La Tulipe noire de Christian-Jaque : baron La Mouche
- 1964 : Le Repas des fauves de Christian-Jaque : Le docteur
- 1975 : La cruz del diablo de John Gilling : Cesar del Rio
- 1976 : La ciutat cremada de Antoni Ribas : Francesc Cambo
- 1985 : La vaquilla de Luis Garcia Berlanga : Marques
- 1992 : El largo invierno de Jaime Camino : Casimiro Casals